# 西島一彦
西島 一彦（にしじま かずひこ、1946年8月31日 - ）は、東京都出身の競技麻雀のプロ雀士。
日本プロ麻雀連盟所属。団体内の段位は七段。

## 獲得タイトル
- 第28期チャンピオンズリーグ優勝[3]
- 第23期麻雀マスターズ優勝[4]